# Croton occidentalis
Espèce
Croton occidentalis est une espèce de plantes à fleurs du genre Croton et de la famille des Euphorbiaceae, présente du Brésil (São Paulo, Mato Grosso) au Paraguay.
Il a pour synonyme :
- Croton occidentalis var. intermedius, Chodat et Hassl.
- Croton occidentalis var. oblongifolius, Chodat et Hassl.
- Croton occidentalis var. ovalifolius, Chodat et Hassl.
- Croton occidentalis var. parvifolius, Chodat et Hassl.
- Croton occidentalis forma rupestris, Chodat et Hassl.
- Croton occidentalis var. setosus, Chodat et Hassl.
- Oxydectes occidentalis (Müll.Arg.) Kuntze